# العلاقات الأوغندية الفيتنامية
العلاقات الأوغندية الفيتنامية هي العلاقات الثنائية التي تجمع بين أوغندا وفيتنام.

## مقارنة بين البلدين
هذه مقارنة عامة ومرجعية للدولتين:
| وجه المقارنة                                              | أوغندا                        | فيتنام           |
| --------------------------------------------------------- | ----------------------------- | ---------------- |
| المساحة (كم2)                                             | 241.04 ألف                    | 331.69 ألف       |
| عدد السكان (نسمة)                                         | 42.86 مليون                   | 94.66 مليون      |
| الكثافة السكانية (ن./كم²)                                 | 177.81                        | 285.39           |
| العاصمة                                                   | كامبالا                       | هانوي            |
| اللغة الرسمية                                             | لغة إنجليزية، اللغة السواحلية | اللغة الفيتنامية |
| العملة                                                    | شيلينغ أوغندي                 | دونغ فيتنامي     |
| الناتج المحلي الإجمالي (بليون دولار)                      | 25.89 مليار                   | 234.19 مليار     |
| الناتج المحلي الإجمالي (تعادل القوة الشرائية) بليون دولار | 72.25 مليار                   | 553.42 مليار     |
| الناتج المحلي الإجمالي الاسمي للفرد دولار أمريكي          | 705                           | 2.48 ألف         |
| الناتج المحلي الإجمالي للفرد دولار أمريكي                 | 1.77 ألف                      | 5.63 ألف         |
| مؤشر التنمية البشرية                                      | 0.483                         | 0.666            |
| رمز المكالمات الدولي                                      | +256                          | +84              |
| رمز الإنترنت                                              | .ug                           | .vn              |
| المنطقة الزمنية                                           | ت ع م+03:00                   | ت ع م+07:00      |

## منظمات دولية مشتركة
يشترك البلدان في عضوية مجموعة من المنظمات الدولية، منها:
| علم المنظمة | اسم المنظمة                        | تاريخ انضمام أوغندا | تاريخ انضمام فيتنام |
| ----------- | ---------------------------------- | ------------------- | ------------------- |
|             | مؤسسة التنمية الدولية              | 27 سبتمبر 1963      | 24 سبتمبر 1960      |
|             | يونسكو                             | 9 نوفمبر 1962       | 6 يوليو 1951        |
|             | وكالة ضمان الاستثمار متعدد الأطراف | 10 يونيو 1992       | 5 أكتوبر 1994       |
|             | الأمم المتحدة                      | 25 أكتوبر 1962      | 20 سبتمبر 1977      |
|             | الفريق المعني برصد الأرض           | ?                   | ?                   |
|             | الاتحاد البريدي العالمي            | ?                   | ?                   |
|             | البنك الدولي للإنشاء والتعمير      | 27 سبتمبر 1963      | 21 سبتمبر 1956      |
|             | الاتحاد الدولي للاتصالات           | 8 مارس 1963         | 24 سبتمبر 1951      |
|             | منظمة حظر الأسلحة الكيميائية       | ?                   | ?                   |
|             | مؤسسة التمويل الدولية              | 27 سبتمبر 1963      | 4 أغسطس 1967        |
|             | منظمة التجارة العالمية             | ?                   | 11 يناير 2007       |
|             | منظمة الشرطة الجنائية الدولية      | ?                   | ?                   |

## وصلات خارجية
- موقع وزارة الخارجية الأوغندية
- موقع وزارة الخارجية الفيتنامية